# La famiglia Moskat
La famiglia Moskat (titolo originale Di familye Mushḳaṭ) è un romanzo di Isaac Bashevis Singer. È stato scritto in lingua yiddish, tradotto in inglese da Abraham e Nancy Gross (con lo pseudonimo di A.H. Gross) con la collaborazione dell'autore e pubblicato per la prima volta da Alfred A. Knopf nel 1950 con il titolo The Family Moskat (è stato il primo libro pubblicato dall'autore in inglese).
Tradotto in 12 lingue, in Italia è stato pubblicato per la prima volta nel 1967, nella traduzione di Bruno Fonzi. Sempre in Italia, nel 2013 viene pubblicato un capitolo inedito (il conclusivo), tradotto dallo yiddish da Erri De Luca.

## Trama
L'opera è piuttosto articolata, sia per l'estensione temporale che per il numero di personaggi coinvolti e si configura come un affresco della realtà ebraica della Polonia nell'arco di circa mezzo secolo, spaziando dalla fine del XIX secolo allo scoppio della seconda guerra mondiale. 
La trama si concentra sulle vicissitudini e sul progressivo declino di una ricca famiglia di commercianti ebrei di Varsavia, i Moskat, guidati dall'anziano patriarca Meshulam Moskat, l'unico ancora capace di una gestione attiva degli affari. I suoi figli e figlie sono infatti degli incapaci e degli scialacquatori, solamente in attesa della sua morte per spartirsi la sua leggendaria eredità. Al contempo l'uomo di fiducia di Meshulam, Koppel Berman, l'unico al di fuori del vecchio a sapere l'andamento effettivo degli affari, cerca di approfittare della sfiducia di Meshulam nei confronti dei suoi familiari per costruirsi una posizione economica sicura, attraverso manovre disoneste di vario genere ai danni di costoro. Sullo sfondo di questa situazione apparentemente destinata a durare per molti anni a venire, fa il suo ingresso il giovane Asa Heshel Bannet, proveniente da un povero villaggio della Galizia, dal quale è stato allontanato dalla famiglia. Il ragazzo è estremamente interessato alla filosofia e alle scienze, e si propone di entrare nell'università di Varsavia. Tuttavia, la mancanza di una solida preparazione e ancor più di denaro confinano quest'intenzione nell'astrattezza. In maniera casuale il giovane incontra Abram Shapiro, genero di Meshulam, spendaccione e donnaiolo, che lo prende in benvolere e lo accoglie nella famiglia, ritenendolo un potenziale genio.
Il giovane si muove come se le ristrettezze fossero lo specchio dell'essenza delle tradizioni ebraiche, certo ha la fortuna di conoscere il genero di Meshulam, ma ne conquista l'amicizia perché non sarà mai preda delle stesse "dipendenze" di Abram.
Asa trova il modo di sperimentare la vita direttamente, nonostante le tradizioni, e nello stesso tempo dentro le tradizioni, e nell'amore per quella piccola donna vive (con lei) una semplicità e una profondità come se si dovesse davvero ricominciare tutto daccapo.

## Riconoscimenti
Il romanzo ha vinto il Premio Bancarella del 1968.

## Edizioni in italiano
- I. B. Singer, La famiglia Moskat, trad. dall'inglese di Bruno Fonzi, Longanesi, Milano 1965:
- I. B. Singer, La famiglia Moskat, trad. di Bruno Fonzi, introduzione di Giorgio Montefoschi Longanesi, Milano 2010;
- I. B. Singer, L'ultimo capitolo inedito de La famiglia Mushkat, introduzione e traduzione dallo yiddish di Erri De Luca, Feltrinelli, Milano 2013, ( con  La stazione di Bakhmatch di Israel Joshua Singer, introduzione e traduzione di Erri De Luca);